# 살리실산
살리실산(영어: salicylic acid) 또는 2-하이드록시벤조산(영어: 2-hydroxybenzoic acid)은 유기산의 하나로 유기 합성에 많이 쓰인다. 식물 호르몬으로 작용하며 아스피린 등 의약품의 원료로도 주로 쓰인다. 살리실산(SA)은 피토케미컬로 존재한다.
pH가 2.4로 산성이 매우 강하다. 화학식은 C7H6O3이다.
섭취 시 위장 장애를 유발한다. 수용액은 강한 산성을 띄므로 피부에 닿으면 피부를 손상시킬 수 있다. 눈에 접촉 시 각막에 큰 피해를 입힐 수 있다.

## 역사
기원전 5세기 경 히포크라테스는 버드나무 껍질로 만든 쓴 가루가 진통 해열 작용이 있다고 기록했다. 버드나무 껍질의 효능은 고대 수메르, 이집트, 앗시리아에도 기록으로 남아 있다. 1828년 프랑스의 약학자 앙리 르루(Henri Leroux)는 버드나무 껍질에서 처음으로 살리신을 추출했고, 이탈리아의 라파엘레 피리아(Raffaele Piria)는 정제하는 법을 알아냈다.

## 약리 작용
살리실산은 다양한 경로로 작용한다. 그 중 항염증 작용은 사이클로옥시제네이스(COX)가 프로스타글란딘을 생성하지 못하게 함으로써 일어난다. 살리실산은 다른 비스테로이드성 항염증제들과는 달리 COX 효소의 활성을 억제하는 것이 아니라, 어떤 알려지지 않은 경로를 통해 COX 효소의 생성을 차단한다.

## 쓰임
이수산화 벤조산으로도 알려져 있다. 여드름, 백반증, 비듬, 각질, 사마귀 (피부병), 티눈 등의 치료에 쓰이는 많은 피부관리 제품의 주성분이다. 피부 세포가 좀 더 잘 벗겨지게 함으로써 구멍을 막지 못하게 하여 여드름을 치료한다.
살리실산은 의학적인 효과가 있지만 위벽을 자극하며 설사를 일으키고, 많이 먹을 경우 죽는 경우도 있었다. 1897년 독일 프리드리히 바이엘 사의 연구원 펠릭스 호프만은 살리실산의 히드록시기를 카르복실기와 에스테르화 반응을 시켜 부작용을 크게 줄였는데 이것이 바로 아스피린이다. 이는 최초의 합성 의약품이다.
살리실산은 아스피린의 시작 물질이며, 초창기 살리실산 제조에는 버드나무 혹은 조팝나무속의 메도스위트(Spiraea ulmaria)가 사용되었으나, 공급량의 한계로 인해 페놀을 시작 물질로 삼게 되었다.

## 피토케미컬
피토케미컬인 살리실산(Salicylic acid ,SA)은 생물학적 및 비생물학적 스트레스에 대한 다중 반응의 활성화 및 조절에 필수적인 역할을 하는 것으로 설명된 식물 호르몬이다. 아직까지도 지속적인 연구에서 식물체에서 다양하고 복잡한 생화학반응 경로가 이해되고 있다. SA는 페닐알라닌(phenylalanine) 또는 이소코리스메이트(isochorismate) 생합성 경로(biosynthetic pathway)에서 IPL(Isochorismate Pyruvate Lyase)의해 생성될 수 있으며 첫 번째는 세포질에서 발생하고 두 번째는 엽록체에서 발생하는 것으로 보고되고있다. 살리실산은 또한 다양한 종의 식물에서 발견될 수 있으며, 여기서 꽃을 피우고 병원체 감염에 저항하는 데 사용된다.

## 같이 보기
- 파라세타몰